# Incisalia plautus
Incisalia plautus är en fjärilsart som beskrevs av John Abbot. Incisalia plautus ingår i släktet Incisalia och familjen juvelvingar. Inga underarter finns listade i Catalogue of Life.